# Charles Kao
Pour les articles homonymes, voir Kao.
Charles Kuen Kao (chinois traditionnel : 高錕 ; Kao Kuen) né le 4 novembre 1933 à Shanghai (république de Chine) et mort le 23 septembre 2018 à Hong Kong, est un ingénieur américano-britannique d'origine chinoise et un pionnier dans l'utilisation des fibres optiques dans les télécommunications.
Il est considéré comme le « père des communications dans la fibre optique ». Il a reçu un prix partagé , le prix Nobel de physique de 2009, « pour ses réalisations remarquables en matière de transmission de la lumière dans les fibres pour la communication optique, ».

## Biographie
Charles Kao est né à Shanghai (actuellement district de Jinshan de Shanghaï) en 1933. Son père était avocat. Il a un jeune frère nommé Kao Woo (高鋘). 
Il a obtenu un doctorat en génie électrique en 1965, de l'Imperial College London (à l'époque un collège de l'université de Londres). Tout en étudiant pour son doctorat, Kao a également travaillé comme ingénieur au Standard Telecommunication Laboratories, laboratoire de recherches de la Standard Telephones and Cables (en) (STC) à Harlow, Angleterre (aujourd'hui Nortel Networks). 
Après son départ de STL, il a travaillé comme directeur de recherche au sein d'ITT Corporation. Il a rejoint l'université chinoise de Hong Kong en 1970 et a été vice-chancelier de l'université de 1987 à 1996. Il a ensuite travaillé en tant que directeur général de Transtech puis président et directeur général d'ITX Services. 
Charles Kao a reçu la moitié du prix Nobel de physique de 2009 le 6 octobre 2009 pour ses contributions à l'étude de la transmission de la lumière dans les fibres pour la communication optique.

## Travaux
En 1966, avec George Hockham, Charles Kao a fait un travail de pionnier dans la recherche de fibres optiques comme moyen de télécommunication en démontrant notamment que les pertes élevées existantes provenaient de la présence d'impuretés dans la fibre plutôt que d'un problème sous-jacent à la conception elle-même. Lui et ses collègues ont non seulement étudié la physique optique mais aussi les propriétés du matériau. Leurs résultats ont d'abord été présentés par Charles Kao au début de 1966 puis ont été publiés en juin. 
Charles Kao a conclu que la limitation pour atténuation de la lumière propre à la fibre optique était inférieure à 20 dB/km (décibels par kilomètre, une mesure de l'atténuation d'un signal sur une distance), qui est une valeur seuil clé des communications optiques. Cette conclusion a ouvert la course pour trouver des matériaux à faibles pertes et des fibres appropriées pour cette communication. 
Charles Kao, avec sa nouvelle équipe (comme T. W. Davies, M. W. Jones et C. R. Wright), a poursuivi cet objectif en testant différents matériaux. Ils ont mesuré avec précision l'atténuation de la lumière pour différentes longueurs d'onde dans les verres et autres matériaux. Pendant cette période, Charles Kao a souligné que la grande pureté du verre en silice (SiO2) en faisait un candidat idéal pour la communication optique. Cela a immédiatement suscité une étude mondiale et la production de fibres de verre à faible perte en ligne.
Charles Kao a également joué un rôle clé dans la réalisation et la commercialisation de moyens de communication optique.

## Distinctions et récompenses

### Distinctions académiques
- Membre à vie de The Institute of Electrical and Electronics Engineers, USA (1979)[7] ;
- Membre de la Royal Society (1997) ;
- Membre de la Royal Academy of Engineering (1989) ;
- Membre de l'Academia Sinica[8] (1992 election) ;
- Membre de The Hong Kong Academy of Engineering Sciences, Hong Kong ;
- Membre étranger de l'Académie chinoise des sciences (1996) ;
- Membre de l'Académie européenne des sciences et des arts ;
- Membre de l'Académie nationale d'ingénierie américaine (1990) ;
- Membre étranger de l'Académie royale suédoise des sciences de l'ingénieur ;
- Membre honoraire de Queen Mary, University of London[9] ;
- Professeur honoraire de l'université chinoise de Hong Kong (1996)[10] ;
- Docteur honoris causa de l'université de Durham (1994)[11]
- Docteur honoris causa de l'université chinoise de Hong Kong (1985).

### Récompenses
- 1976 : le Morey Award, American Ceramic Society (en), USA.
- 1977 : la Stewart Ballantine Medal, Franklin Institute, USA.
- 1978 : le Rank Prize, Rank Trust Fund, R-U.
- 1978 : la médaille commémorative IEEE Morris N. Liebmann.
- 1979 : le L. M. Ericsson International Prize, Suède.
- 1980 : la Gold Medal, AFCEA (en), USA.
- 1985 : la IEEE Alexander Graham Bell Medal.
- 1985 : le Marconi International Scientist Award, Marconi Foundation, USA.
- 1985 : la Columbus Medal of the City of Genoa, Italie.
- 1987 : le C & C Prize, Foundation for Communication and Computer Promotion, Japon.
- 1989 : la médaille Faraday, Institute of Electrical Engineers (en), R-U.
- 1989 : le James C. McGroddy Prize for New Materials, American Physical Society (APS)[12].
- 1992 : la Gold Medal of the Society, SPIE [13].
- 1993 : commandeur de l'ordre de l'Empire britannique
- 1995 : la Gold Medal for Engineering Excellence, The World Federation of Engineering Organizations (WFEO), R-U.
- 1996 : la Prince Philip Medal (en) de l'Académie royale d'ingénierie ; en reconnaissance de « son travail de pionnier qui a conduit à l'invention de la fibre optique et pour son leadership dans ses activités de conception et de commercialisation, et pour sa contribution remarquable à l'enseignement supérieur à Hong Kong ».
- 1996 : le 12e Japan Prize ; « for pioneering research on wide-band, low-loss optical fiber communications ».
- l'astéroïde (3463) Kaokuen découvert en 1981 a été nommé d'après Charles Kao en 1996.
- 1999 : le prix Charles-Stark-Draper (co-récipiendaire avec Robert D. Maurer et John B. MacChesney).
- 2006 : la HKIE Gold Medal Award (HKIE : The Hong Kong Institute of Engineers).
- 2009 : Charles Kao reçoit le prix Nobel de physique (1/2 du prix) : « pour ses réalisations remarquables en matière de transmission de la lumière dans les fibres optiques pour la communication ».
- 2014 : le FTTH Individual Award, lors de la FTTH Conference organisée par le FTTH Council Europe